# Two wrongs make a right
Ne doit pas être confondu avec Double faute.
 (mai 2023).
Motif : Parle-t-on du sophisme ou du proverbe qui y répond ?
L'expression Two wrongs make a right ou Two wrongs don't make a right est un proverbe anglais, dont plusieurs propositions de traduction existent en français. Il s'agit d'un calembour. Ce proverbe est appelé plus justement « sophisme de la double faute » ; une position accusée d'être mauvaise peut apparaître comme normale parce qu'elle n'est pas unique. L'expression « sophisme du pire » est aussi employée parfois.
En morale, l'expression « two wrongs don't make a right » désigne le fait qu'une mauvaise action n'est pas une manière moralement appropriée de corriger ou d'annuler une action mauvaise antécédente. Cette expression est une platitude, intuitive. Cette expression est également emphatique.
En morale, et en logique, l'expression « two wrongs make a right » est l'expression de la justification d'une mauvaise action par le fait qu'une autre mauvaise action soit commise. L'argument décrit par cette expression est parfois considéré comme fallacieux, mais ne l'est pas toujours. Il s'agit donc d'un argument a pari ou « par analogie ».
D'un point de vue du droit, cette question était déjà traitée dès 1654.
Il s'agit d'une expression typique de la langue anglaise qui ne connaît aucune traduction littérale globale dans les langues étrangères
, la traduction est donc fortement dépendante du contexte et donc de l'intentionnalité.

## Littérature
Cette expression et des variantes autour de cette expression se retrouvent dans la littérature anglophone classique.
L'idée qu'une double faute puisse inférer un bien a été notamment publiée dans un poème dès 1734.
Ce jeu de mots se trouve également dans le travail de William Shakespeare.
En 1855, l'expression two wrongs don't make one right se trouve également être discutée dans le chapitre LII two wrongs sometimes make one right du livre The rag-picker: or, bound and free.

## Traductions et significations

### Traductions
Différentes traductions de cette expression ont été proposées en français, mais comme le sens du mot « wrong » est variable, la traduction appropriée dépend du contexte d'utilisation, et de l'interprétation que l'on veut en faire :
- Deux mauvaises actions ne s'additionnent pas pour en faire une bonne[11] ;
- Une mauvaise action n'en excuse pas une autre[11] ;
- L'erreur est humaine, mais persister dans l'erreur est diabolique[12] ;
- On ne répare pas une injustice avec une autre[13] ;
- Une faute n'en excuse pas une autre[14] ;
- On ne répare pas une erreur par une autre[15] ;
- On ne guérit pas le mal par le mal[16] ;
- On ne répare pas une injustice par une autre[16] ;
- Deux torts ne font pas un droit[17].

Sens proches :
- Le remède est pire que le mal ;
- Un remède plus dangereux que la maladie elle-même (Jean-Paul II) ;
- Au mal une fois fait il n'est pas de remède ;
- Très souvent, le mal vient du remède même. Ce n'est donc pas la pire règle de la vie que de laisser aller les choses ;
- Accepter le mal qu'on nous fait comme remède à celui que nous avons fait ;
- On ne justifie pas un mal par un autre mal.
- le Mauvais exemple, suivre le mauvais exemple, la contagion du mauvais exemple.

### Significations
Note : Dans les explications suivantes, le terme « wrong » est laissé en langue anglaise en raison de sa polysémie. En effet, « wrong » ne signifie pas seulement faux, le faux ayant un aspect de logique formelle définitive et intangible ; le terme « wrong » signifie aussi et surtout mauvais ou mal, c'est-à-dire qu'il a une portée subjective dépendant du référentiel moral.
Pour Nancy Cavender et Howard Kahane, l'expression « two wrongs make a right » désigne la justification d'un « wrong » par le fait d'attirer l'attention sur l'existence d'un autre « wrong » effectué par un tiers, en particulier selon une logique de légitime défense. Ils rapprochent cette expression des cas que les Anglais appellent « common practice » (en français « pratique habituelle ») et « traditional wisdom » (en français « sagesse basée sur la tradition »), le « common practice » consistant à reproduire un mauvais usage ou une mauvaise pratique, alors que le « traditional wisdom » consiste à reproduire de mauvaises traditions, de mauvaises coutumes. Cette expression sert à la personne en désaccord avec cet argument à désigner cet argument, alors que cet argument peut aussi être désigné (de manière plus neutre et plus traditionnelle) par « tu quoque » (expression latine) et « you are another » (toutes deux signifiant « toi aussi »). L'expression « two wrongs make a right » est donc une appellation qui regroupe des concepts différents (tu quoque, mauvaises pratiques, mauvaises traditions) qui ont en commun l'existence de deux wrongs. Pour eux, la question cruciale est de savoir si le second « wrong » est effectivement nécessaire pour contrecarrer le premier.
L'expression « two wrongs make a right » peut servir à désigner ce qu'Étienne Dumont et Jeremy Bentham appellent la « défense de soi-même ou utilité supposée »(pour lequel ils considèrent que ce ne doit être qu'un argument annexe), de même que ce qu'ils appellent le « culte des ancêtres ou argument dans le mode chinois » (pour lequel ils considèrent que l'inexpérience des anciens doivent être corrigées en tirant les leçons des expériences plus récentes), de même que ce qu'ils appellent « l'opinion du grand nombre considéré comme autorité » (pour laquelle ils reconnaissent un intérêt certain mais non suffisant et auquel ils lui préfèrent le critère de l'utilité).

## En droit
Ces expressions sont couramment utilisées dans les rendus de justice aux États-Unis[réf. nécessaire] :
Un avocat peut utiliser en premier l'expression « two wrongs make a right » pour fustiger la partie adverse en montrant que deux fautes ou erreurs ont eu lieu et clarifier chacune des deux fautes en les décrivant. La seconde expression « two wrongs don't make a right » est ensuite utilisée pour enfoncer le clou, et dire que ces fautes ou erreurs ne sont pas satisfaisantes.
Ces deux expressions étant très usitées aux États-Unis, la seconde, « two wrongs don't make a right », peut y être utilisée seule pour faire référence à cet adage, et signifier par déduction que deux erreurs ont été commises.
Par exemple, un juge a rendu l'avis suivant :
« It is the finding and judgment of this Court that the conduct of the trial judge did not justify or excuse the challenged conduct of trial counsel. It is the opinion of this Court that improper conduct of a trial judge can never justify or excuse contemptuous conduct of a trial attorney. Two wrongs do not make a right, and misconduct cannot obliterate other misconduct. It is the duty of all participants in a trial to maintain the dignity and good order of the courtroom.[Traduire passage] » United States v. Offutt, 145 F. Supp. 111, 114-115 (D.D.C.1956), modified, 247 F.2d 88 (D.C.Cir.), certiorari denied, 355 U.S. 856, 78 S.Ct. 85, 2 L.Ed.2d 64 (1957).
Une autre maxime juridique est que deux fautes ne sont pas justes, mais créent un précédent (en anglais : « Two wrongs don’t make a right, but they do make a precedent. »). Cette dernière maxime semble toutefois plus récente et est attribuée à l'historien Stephen E. Ambrose (2002) et à Victor Lasky (1977).

### Argument
L'argument utilisant cette expression tel qu'exprimé par une cour américaine peut prendre la forme suivante :
Tout d'abord, le problème initial est exposé, et est qualifié de premier « wrong ». Ensuite, la mesure prise pour remédier au problème est exposée et un aspect de cette solution est critiqué pour la qualifier de deuxième « wrong ». L'expression « two wrongs make a right » est alors utilisée pour critiquer cette solution où la fin justifie les moyens. Enfin, l'expression two wrongs do not make a right est utilisée pour affirmer une position de principe selon laquelle la fin ne justifie pas les moyens et ainsi réaffirmer l'aspect critiqué de la solution.
Exemple :

« Instead, the dissent would bridge this absence of evidence by taking a ratio of what the alleged comparables should have been assessed as recreational land to that of which they were assessed as special valuation and using the lesser of the three to equalize the subject property. To me this is tantamount to attempting to use two wrongs to make a right. The first wrong is the County Board’s determination that the alleged comparables should be valued as special value. The second wrong is the dissent’s view that the Commission should estimate a value for the subject property using parcels of differing soil types, parcel sizes, areas of each soil type and the uses that differ from those found in the subject property and a ratio that is not directly related to the subject property. This method is not an approved valuation method, but in my opinion amounts to a second wrong/mistake. Relief cannot be granted due to there not being the required evidence to determine value.[Traduire passage] »

### Contre-argument
Plusieurs contre-argumentations peuvent être possible :
L'argument peut être considéré comme ne correspondant pas à la réalité de la situation ; « This is not to say that the defendants were without fault in failing to discern the true state of affairs, but this is not a situation in which two wrongs make a right[Traduire passage]. »
Exemple :

« The Senator from Texas keeps referring to "two wrongs not making a right'". We all know that the "first wrong" which he refers to, the history as well as the present experience that we had in this Nation, was discrimination. Let me submit to everyone who is listening, the "second wrong" is not affirmative action. It is not our effort to fix that tragic legacy. The second wrong lies in this amendment in shutting the door, closing down the small efforts, the small steps we have taken, to remedy, to provide for opportunity, to give people a shot, to give people a chance. I say to my colleagues, as someone who is both minority and female, I am not comforted at the notion that by getting rid of affirmative action anybody is doing me a favor. So I encourage my colleagues to defeat the amendment from the Senator from Texas[Traduire passage]. »

Une contre argumentation peut également consister à présenter le two wrongs do not make a right comme une doctrine rigide et inadaptée à la situation réelle ; exemple :

« I have heard opponents of this bill say that two wrongs don't make a right. The first wrong they are referring to is the rape of an innocent victim. The second wrong is to prevent a single cell, containing the DNA of her rapist, to implant in the body of his victim. Their doctrine does not say the woman should elsewhere for care; it actually says the woman must be forced to bear the child of her rapist. Sometimes rigid doctrine must be bent to save an innocent victim[Traduire passage]. »

### Doctrines
Cette expression a inspiré au moins une doctrine juridique au Canada.
Ainsi, la doctrine « Hendel, Ursula, and Peter Sankoff. « R. v. Edwards: When Two Wrongs Might Just Make a Right » (1996), 45 C.R. (4th) 330. » est citée dans une décision de justice fédérale de Montréal, Canada

### Égalité devant la loi
Ce proverbe peut donc servir à poser la question de l'égalité devant la norme, devant la loi, tout comme à opposer l'usage au droit.
Cette expression, tout comme l'expression « Aliis si licet, tibi non licet » (« pour d'autres c'est permis, pour toi ça ne l'est pas ») s'apparente donc à une exception au principe d'égalité devant un règlement.
Le proverbe s'applique mal lorsque la transgression est généralisée, comme le rappelle l'expression latine « Consuetudo est jus quodam moribus institutum, quod pro lege usurpatur ubi deficit lex » (« La coutume est une variété du droit établie par les mœurs ; elle tient lieu de loi là où la loi fait défaut. »)

## Exemples
- « Le Canada est dès lors autorisé (par le Protocole de 1914) à restreindre cette protection; c'est une arme qu'il possédera contre le traitement injuste subi aux États-Unis, un instrument définitif contre ce qu'on a appelé « l'absence choquante de réciprocité ! » » Ainsi la réciprocité est ici considérée comme un échange de mauvais procédés répondant à l'adage américain « Two wrongs do not make a right[34] »
- « Fabien, ne tire pas les cheveux de ta sœur ! C'est mal !

— Et alors maman, elle m'a pincé ! » (À noter que cet exemple relève également de la loi du Talion)
- « Mais voyons, monsieur le juge ! Un petit coup de poing, ce n'est rien ! Il y a des tas de gens qui font bien ça dans la banlieue sans se faire punir ! »
- « Vous en URSS, vous ne respectez pas les droits de l'homme et votre peuple meurt de faim !

— Et vous lynchez bien des Noirs, vous aux États-Unis… » (cet exemple, classique du whataboutism, relève également de l'argumentum ad hominem)
- « Une ordonnance de police du 26 brumaire an VIII (17 novembre 1799), interdit aux femmes de porter un pantalon, mais toutes les femmes portent un pantalon ; pourquoi ne pourrais-je pas moi aussi en porter un ? »
- « La Chine populaire comme les États-Unis appliquent la peine de mort, pourquoi ne pourrions-nous pas lapider une femme adultère ? »

## Autres utilisations
Les expressions « Two wrongs make a right » et « Two wrongs do not make a right » peuvent être également utilisées avec une signification différente. Ainsi, la Federal Trade Commission considère que des avantages et des désavantages spéciaux sont deux types de problèmes qui peuvent se compenser.
L'expression est également utilisée pour dire qu'une double faute, par exemple deux diagnostics qui bien qu'indépendants l'un de l'autre sont tous deux erronés, ne font pas pour autant un diagnostic juste.
L'expression, et le principe d'équité qu'elle peut signifier est également utilisée à but éducatif, pour indiquer qu'il ne faut pas répondre au mal par le mal.
L'expression « two wrongs make a right » est aussi le nom donné à la situation où deux personnes coopèrent pour résoudre ensemble un problème qu'elles ne peuvent résoudre seules.

### Aspects moraux et philosophiques
L'argument peut également être utilisé pour défendre des arguments moralistes sur ce qu'est le bien et ce qu'est le mal.
Ainsi, sur le principe du « two wrongs don’t make a right », il est injuste de prendre aux riches pour donner aux pauvres bien que la pauvreté soit elle-même injuste. C'est le point de vue des libertariens qui par idéologie sont contre l'impôt. Alors que ceux qui considèrent la pauvreté injuste et la redistribution juste considèrent en conséquence que l'impôt est aussi juste.
Selon le même principe du « two wrongs don’t make a right », on peut juger que l'utilisation de la discrimination positive (deuxième « wrong ») pour compenser la discrimination d'origine (premier « wrong ») n'est pas une solution satisfaisante, alors même que d'autres personnes considéreront que ça peut être un moyen utile et/ou efficace.
La même expression peut être déclinée pour affirmer des positions de principe sur d'autres questions moralistes se focalisant sur la question de savoir ce qu'est le bien et ce qu'est le mal, telles que le viol et l'avortement, ou le crime et la peine de mort.
Bien sur, si la négation de la phrase « Two wrongs don’t make a right » est « Two wrongs make a right », les personnes ayant un avis différent sur ce qu'est le bien et le mal ne considèrent pas que les deux premières idées sont mauvaises.
L'argument de deux torts est né des discussions sur l'argument du « two wrongs make a right/two wrongs don’t make a right ». Il s'agit d'un mouvement d'excuse ou d'atténuation de la justification. Cette approche est relativement récente dans la littérature sur la logique informelle.
Le premier contributeur est Howard Kahane qui conceptualise en 1969, le « two wrongs make a right » comme un « tu quoque fallacieux ». Il remarque en particulier que le « two wrongs » n'est pas toujours fallacieux. En particulier, pour lui, « combattre le feu par le feu » ou tuer les soldats ennemis dans une guerre justifiée n'est pas fallacieux. Il identifie également le fait que cet argument est une variation de ce que les anglophones appellent une « common practice »,.
Douglas Walton rapproche le « two wrongs make a right » de l'annonce circonstancielle ad hominem. Il voit que cela peut être une bonne décision, ou au moins une argumentation qui n'est pas fallacieuse. Il laisse ainsi la porte ouverte à de possibles valeurs sous-jacentes positives dans ces critiques qui si elles sont bien gérées peuvent conduire à la vérité
Trudy Govier s'est intéressé à l'argument du « two wrongs make a right » sous l'angle de l'argumentation par analogie, qui justifie un « wrong » par l'existence de nombreux autres « wrongs ». Pour elle ce n'est pas parce qu'il existe de nombreux autres « wrongs » qu'il ne faut pas commencer par corriger un premier « wrong », puisqu'ils ne peuvent pas être tous corrigés simultanément, alors que la consistance n'est pas une raison de perpétuer des pratiques immorales. Pour elle, la consistance n'est pas une justification valable dans la mesure où elle est relative et spécifique à un référentiel de valeurs morales alors même que des référentiels de valeurs morales différents et incompatibles entre eux peuvent exister
Ralph Johnson et Anthony Blair considèrent que dans certains cas, le deuxième « wrong » peut paraître juste. Cela semble être le cas lorsque les arguments font appel à notre sens de justice et de fair-play. Elle ne paraissent pas juste lorsque l'argument heurte notre sens de la justice, ou que l'argument repose sur des assertions douteuses
Dans Good Reasoning Matters!, Leo Groarke, Christopher Tindale, et Linda Fisher considèrent que pour qu'un argument « two-wrongs » soit bon, il doit obéir à trois conditions : le « wrong » qui est revendiqué comme permis est une réponse à un premier « wrong » qu'il tente de compenser; le « wrong » qui est revendiqué comme permis est moindre que le premier « wrong » ; et il n'existe pas d'autre manière possible de répondre au premier « wrong ». Selon cette logique, le « wrong » n'est alors pas considéré comme mauvais parce qu'il est semblable aux autres, mais bien parce qu'il s'agit d'un moindre mal
Ainsi, les arguments du « two-wrongs » sont controversés ; leur résonance et leur validité étant fortement dépendant du référentiel de valeur de chacun. L'idée que l'argument du « two-wrongs » puisse être bonne dans certains cas pourrait être attribuée à Jeremy Bentham et John Stuart Mill. Pour Nancy Cavender et Howard Kahane, la personne qui justifie un « wrong » par l'existence d'un précédent « wrong » peut en fait pointer l'hypocrisie du premier à avoir fait le mal qui reproche au second ce qu'il a lui-même fait.

## Dans la culture populaire

### Titre d'albums
Une version un peu modifiée de l'expression figure comme titre d'un album de Relient K, Two Lefts Don't Make a Right...but Three Do.

### Titres de livres
Cette expression a inspiré le titre de nombreux livres. En particulier :
- Two wrongs make a right est aussi un livre: (en) James Angell MacLachlan, Two wrongs make a right, Texas law review, 1959, 681 p. (présentation en ligne)
- Two Wrongs Don't Make A Right est aussi un livre: (en) Brenda Hampton, Two Wrongs Don't Make A Right, Urban Books, 1er décembre 2007, 288 p., 8.2 x 5.8 x 0.7 pouces (ISBN 978-1-60162-028-6 et 1601620284)
- Two Wrongs Don't Make A Right est aussi le début du titre d'un livre: (en) Sr. Harold a. Lerch, Two Wrongs Don't Make A Right, But Three Lefts Do, Xulon Press, 4 juin 2003, 276 p., 9.4 x 6.5 x 0.9 pouces ×  1.3 livres (ISBN 978-1-59160-693-2, ASIN 1591606934, lire en ligne)
- « Two wrongs make a right » est aussi le centre de la question posée dans le titre d'un livre existant en deux éditions : (en) Richard G. Harris et Nicolas Schmitt, Do two wrongs make a right? : export incentives and bias in trade policy, Centre for International Economic Studies, University of Adelaide, 1996, coll. « Discussion papers » (no Numéro 97,Partie 2) (1re éd. Université de Californie), 30 p. (présentation en ligne) et (en) Richard G. Harris et Nicolas Schmitt, Do two wrongs make a right? : export incentives and bias in trade policy, Centre for International Economic Studies, University of Adelaide, 1996, coll. « Seminar paper » (no Volume 96,Numéro 21) (1re éd. Université de Californie), 30 p. (présentation en ligne)
- « Two wrongs make a right » est aussi une question traitée par l'ouvrage When two wrongs make a right: analysis of the legality of countermeasures under international law and their use as unilateral remedies in response to violations of international environmental obligations of states de Hjörtur Bragi Sverrisson[42].